# Pristimantis jubatus
Espèce
Synonymes
- Eleutherodactylus jubatus García & Lynch, 2006

Statut de conservation UICN

 NT  : Quasi menacé
Pristimantis jubatus est une espèce d'amphibiens de la famille des Craugastoridae.

## Répartition
Cette espèce est endémique du département de Cauca en Colombie. Elle se rencontre à El Tambo dans le parc national naturel de Munchique entre 2 550 et 2 750 m d'altitude dans la cordillère Centrale.

## Publication originale
- García & Lynch, 2006 : A new species of frog (genus Eleutherodactylus) from a cloud forest in western Colombia. Zootaxa, no 1171, p. 39-45.